# Antonio Grant
Antonio Grant, né le 2 février 1976 à Augusta, en Géorgie, est un ancien joueur américain de basket-ball. Il évoluait au poste d'ailier.